# Camponotus nigronitidus
Camponotus nigronitidus är en myrart som beskrevs av Azuma 1951. Camponotus nigronitidus ingår i släktet hästmyror, och familjen myror. Inga underarter finns listade.